# Шарни
Шарни́ (фр. Charny) — коммуна во Франции, находится в регионе Бургундия. Департамент коммуны — Кот-д’Ор. Входит в состав кантона Витто. Округ коммуны — Монбар.
Код INSEE коммуны — 21147.

## Население
Население коммуны на 2010 год составляло 33 человека.
| 1962 | 1968 | 1975 | 1982 | 1990 | 1999 | 2010 |
| ---- | ---- | ---- | ---- | ---- | ---- | ---- |
| 50   | 51   | 45   | 42   | 38   | 34   | 33   |

## Экономика
В 2010 году среди 17 человек трудоспособного возраста (15—64 лет) 13 были экономически активными, 4 — неактивными (показатель активности — 76,5 %, в 1999 году было 61,5 %). Из 13 активных жителей работали 11 человек (5 мужчин и 6 женщин), безработных было 2 (2 мужчин и 0 женщин). Среди 4 неактивных 1 человек была учеником или студентом, 2 — пенсионерами, 1 был неактивным по другим причинам.